# 森邦宏
森 邦宏（もり くにひろ、12月3日 - ）は、日本の男性アニメーション演出家、アニメーション監督。
落語家、漫画家の雷門獅篭とは、従兄弟関係に当たる。

## 主な作品リスト

### テレビアニメ
1993年
- 機動戦士Vガンダム（制作進行）

1994年
- 機動武闘伝Gガンダム（演出・演出助手）

1995年
- 新機動戦記ガンダムW（絵コンテ・演出）

1996年
- 機動新世紀ガンダムX（絵コンテ・演出）

1997年
- 勇者王ガオガイガー（絵コンテ・演出）

1998年
- ブレンパワード（絵コンテ・演出）
- カウボーイビバップ（絵コンテ・演出）

1999年
- ∀ガンダム（絵コンテ・演出）

2000年
- 機巧奇傳ヒヲウ戦記（絵コンテ・演出）

2001年
- Z.O.E Dolores, i（演出）

2002年
- FF：U 〜ファイナルファンタジー:アンリミテッド〜（演出）
- OVERMANキングゲイナー（絵コンテ・演出、オープニング演出）
- 機動戦士ガンダムSEED（絵コンテ）

2003年
- らいむいろ戦奇譚（絵コンテ）
- WOLF'S RAIN（演出）

2004年
- 絢爛舞踏祭 ザ・マーズ・デイブレイク（監督）
- KURAU Phantom Memory（演出）

2006年
- Fate/stay night（後期OP演出）
- 少年陰陽師（監督）

2007年
- 爆丸バトルブローラーズ（絵コンテ・演出）

2008年
- コードギアス 反逆のルルーシュR2（絵コンテ）

2010年
- HEROMAN（絵コンテ・演出）
- 2010年 SDガンダム三国伝 Brave Battle Warriors（監督）※鈴木健一と共同。

2011年
- GOSICK -ゴシック-（絵コンテ）
- TIGER & BUNNY（演出チーフ・絵コンテ）

2012年
- アクセル・ワールド（絵コンテ・演出・OPED演出）
- 超速変形ジャイロゼッター（監督）※総監督は高松信司。

2014年
- バディ・コンプレックス（絵コンテ）
- ガンダム Gのレコンギスタ（演出）

2015年
- 終わりのセラフ（絵コンテ・演出）

2016年
- ばくおん!!（絵コンテ・演出）
- 甲鉄城のカバネリ（演出）
- ユーリ!!! on ICE（演出）
- うどんの国の金色毛鞠（絵コンテ）

2017年
- 弱虫ペダル NEW GENERATION（演出）

2018年
- Phantom in the Twilight（監督・絵コンテ）

2019年
- レイトン ミステリー探偵社 〜カトリーのナゾトキファイル〜（絵コンテ）
- 魔法少女特殊戦あすか（演出）
- 真夜中のオカルト公務員（絵コンテ）
- GRANBLUE FANTASY The Animation Season 2（絵コンテ・演出）

2020年
- THE GOD OF HIGH SCHOOL ゴッド・オブ・ハイスクール（演出）
- アラド:逆転の輪（絵コンテ）

2022年
- ブッチギレ!（絵コンテ・演出）

2023年
- 魔法使いの嫁 SEASON2（絵コンテ・演出）
- おとなりに銀河（絵コンテ・演出）

2024年
- HIGH CARD（絵コンテ）

2025年
- 神統記（テオゴニア）（監督）

### 劇場アニメ
- カウボーイビバップ 天国の扉（2001年、演出助手）
- 超電影版SDガンダム三国伝 Brave Battle Warriors（2010年、監督）※鈴木健一と共同。

### OVA
- 機動戦士ガンダム0083 STARDUST MEMORY（1991年、制作進行）
- 機動戦士ガンダム 第08MS小隊（1996年、演出）
- 機動戦士ガンダム 第08MS小隊 特別編 ラスト・リゾート（1999年、監督）※仕舞屋鉄と共同

### Webアニメ
- 無限の住人-IMMORTAL-（2020年、絵コンテ・演出）